# Liga Leumit
Liga Leumit (Hebreeuws: ליגה לאומית) is de tweede klasse van het Israëlisch voetbal, onder de Ligat Ha'Al. Wekelijks wordt er 1 wedstrijd van de Liga Leumit uitgezonden op Channel 1.

## Structuur van de competitie
12 teams namen deel aan de Liga Leumit. Elk team speelde 33 wedstrijden die worden bepaald door de Israëlische voetbalbond. Op het einde van elk seizoen gaat de top 2 naar de Ligat Ha'Al. Deze 2 teams worden dan vervangen door de 2 laatste van de Ligat Ha'Al.
Door een competitiehervorming, goedgekeurd 24 juni 2008, groeit de competitie in het jaar 2009-2010 naar 16 clubs, net zoals de Ligat Ha'Al. Daardoor wordt de Liga Artzit overbodig.
Daarom gaat op het eind van het seizoen 2008-09:
- de top vijf naar de Ligat Ha'Al
- de zesde plaats speelt een wedstrijd tegen de elfde plaats van de Ligat Ha'Al voor een plaats in die competitie
- de zevende tot en met tiende plaats blijven in de Liga Leumit
- de elfde plaats speelt een wedstrijd tegen de achtste plaats van de Liga Artzit voor een plaats in de Liga Leumit
- de twaalfde plaats degradeert naar de Liga Alef omdat de Liga Artzit wordt afgesloten

## Geschiedenis
De Liga Leumit kwam tot stand in het seizoen 1954-55 en verving de Liga Alef als eerste klasse-competitie. De Liga Leumit werd op zijn beurt van deze plaats gestoten in 2000 door de Ligat Ha'Al. Sindsdien is deze league de tweede klasse van Israël.

## Kampioenen
- 1999/00: Hapoel Tzafririm Holon
- 2000/01: Hapoel Beër Sjeva
- 2001/02: Hapoel Kefar Saba
- 2002/03: Maccabi Ahi Nazareth
- 2003/04: Hapoel Haifa
- 2004/05: Hapoel Kefar Saba
- 2005/06: Maccabi Herzliya
- 2006/07: Hapoel Ironi Kiryat Shmona
- 2007/08: Hakoah Amidar Ramat Gan
- 2008/09: Hapoel Haifa
- 2009/10: Hapoel Ironi Kiryat Shmona
- 2010/11: Ironi Nir Ramat HaSharon
- 2011/12: Hapoel Ramat Gan
- 2012/13: Maccabi Petach Tikwa
- 2013/14: Maccabi Netanja
- 2014/15: Bnei Jehoeda Tel Aviv
- 2015/16: MS Asjdod
- 2016/17: Maccabi Netanja
- 2017/18: Hapoel Tel Aviv
- 2018/19: Hapoel Kefar Saba
- 2019/20: Maccabi Petach Tikva
- 2020/21: Hapoel Nof HaGalil
- 2021/22: Maccabi Bnei Reineh FC
- 2022/23: Maccabi Petach Tikwa
- 2023/24: Hapoel Ironi Kiryat Shmona
- 2024/25: Hapoel Tel Aviv